# 판당고

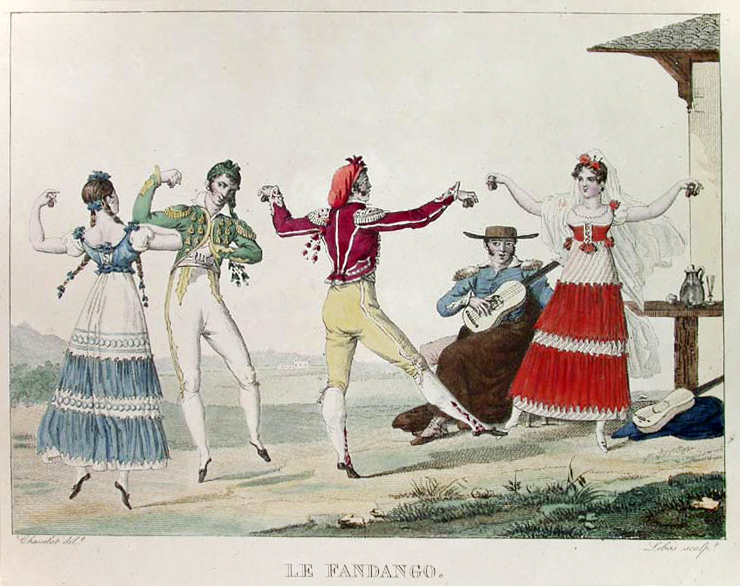
판당고

판당고(Fandango)는 스페인의 춤 또는 그 춤에서 불리는 노래나 음악을 의미한다. 특히 플라멩코에서 남녀 쌍으로 추는 춤이 유명하다.